# Wereldkampioenschappen schoonspringen 2023
De wereldkampioenschappen schoonspringen 2023 werden van 14 tot en met 22 juli 2023 gehouden in het Prefecturale zwembad van Fukuoka in Fukuoka, Japan. Het toernooi was onderdeel van de wereldkampioenschappen zwemsporten 2023.

## Programma
| V | Voorronde | HF | Halve finale | Goud | Finale |

| Onderdeel            | Juli   | Juli   | Juli   | Juli   | Juli   | Juli   | Juli   | Juli   | Juli   | Juli   | Juli   | Juli   | Juli   | Juli   | Juli   | Juli   | Juli   | Juli   |
| Onderdeel            | 14     | 14     | 15     | 15     | 16     | 16     | 17     | 17     | 18     | 18     | 19     | 19     | 20     | 20     | 21     | 21     | 22     | 22     |
| Mannen               | Mannen | Mannen | Mannen | Mannen | Mannen | Mannen | Mannen | Mannen | Mannen | Mannen | Mannen | Mannen | Mannen | Mannen | Mannen | Mannen | Mannen | Mannen |
| -------------------- | ------ | ------ | ------ | ------ | ------ | ------ | ------ | ------ | ------ | ------ | ------ | ------ | ------ | ------ | ------ | ------ | ------ | ------ |
| 1 m plank            | V      | V      |        |        | Goud   | Goud   |        |        |        |        |        |        |        |        |        |        |        |        |
| 3 m plank            |        |        |        |        |        |        |        |        |        |        | V      | HF     | Goud   | Goud   |        |        |        |        |
| 10 m toren           |        |        |        |        |        |        |        |        |        |        |        |        |        |        | V      | HF     | Goud   | Goud   |
| 3 m plank synchroon  |        |        | V      | Goud   |        |        |        |        |        |        |        |        |        |        |        |        |        |        |
| 10 m toren synchroon |        |        |        |        |        |        | V      | Goud   |        |        |        |        |        |        |        |        |        |        |
| Vrouwen              |        |        |        |        |        |        |        |        |        |        |        |        |        |        |        |        |        |        |
| 1 m plank            | V      | V      | Goud   | Goud   |        |        |        |        |        |        |        |        |        |        |        |        |        |        |
| 3 m plank            |        |        |        |        |        |        |        |        |        |        |        |        | V      | HF     | Goud   | Goud   |        |        |
| 10 m toren           |        |        |        |        |        |        |        |        | V      | HF     | Goud   | Goud   |        |        |        |        |        |        |
| 3 m plank synchroon  |        |        |        |        |        |        | V      | Goud   |        |        |        |        |        |        |        |        |        |        |
| 10 m toren synchroon |        |        |        |        | V      | Goud   |        |        |        |        |        |        |        |        |        |        |        |        |
| Gemengd              |        |        |        |        |        |        |        |        |        |        |        |        |        |        |        |        |        |        |
| 3 m plank synchroon  |        |        |        |        |        |        |        |        |        |        |        |        |        |        |        |        | Goud   | Goud   |
| 10 m toren synchroon |        |        | Goud   | Goud   |        |        |        |        |        |        |        |        |        |        |        |        |        |        |
| Landenwedstrijd      |        |        |        |        |        |        |        |        | Goud   | Goud   |        |        |        |        |        |        |        |        |
| Totaal               |        |        | 3      | 3      | 2      | 2      | 2      | 2      | 1      | 1      | 1      | 1      | 1      | 1      | 1      | 1      | 2      | 2      |

## Medailles

### Mannen
| Onderdeel   | Goud                           | Goud        | Zilver                                           | Zilver      | Brons                                 | Brons       |
| Individueel | Individueel                    | Individueel | Individueel                                      | Individueel | Individueel                           | Individueel |
| ----------- | ------------------------------ | ----------- | ------------------------------------------------ | ----------- | ------------------------------------- | ----------- |
| 1 m plank   | Peng Jianfeng China            | 440,45      | Osmar Olvera Mexico                              | 428,85      | Zheng Jiuyuan China                   | 418,30      |
| 3 m plank   | Wang Zongyuan China            | 538,10      | Osmar Olvera Mexico                              | 507,50      | Long Daoyi China                      | 499,75      |
| 10 m toren  | Cassiel Rousseau Australië     | 520,85      | Lian Junjie China                                | 512,35      | Yang Hao China                        | 504,00      |
| Synchroon   |                                |             |                                                  |             |                                       |             |
| 3 m plank   | China Long Daoyi Wang Zongyuan | 456,33      | Verenigd Koninkrijk Anthony Harding Jack Laugher | 424,62      | Frankrijk Jules Bouyer Alexis Jandard | 389,10      |
| 10 m toren  | China Lian Junjie Yang Hao     | 477,75      | Oekraïne Kirill Boljoech Oleksij Sereda          | 439,32      | Mexico Kevin Berlín Randal Willars    | 434,16      |

### Vrouwen
| Onderdeel   | Goud                          | Goud        | Zilver                                                     | Zilver      | Brons                                             | Brons       |
| Individueel | Individueel                   | Individueel | Individueel                                                | Individueel | Individueel                                       | Individueel |
| ----------- | ----------------------------- | ----------- | ---------------------------------------------------------- | ----------- | ------------------------------------------------- | ----------- |
| 1 m plank   | Lin Shan China                | 318,60      | Li Yajie China                                             | 306,35      | Aranza Vázquez Mexico                             | 285,05      |
| 3 m plank   | Chen Yiwen China              | 359,50      | Chang Yani China                                           | 341,50      | Pamela Ware Canada                                | 332,00      |
| 10 m toren  | Chen Yuxi China               | 457,85      | Quan Hongchan China                                        | 445,60      | Caeli McKay Canada                                | 340,25      |
| Synchroon   |                               |             |                                                            |             |                                                   |             |
| 3 m plank   | China Chang Yani Chen Yiwen   | 341,94      | Verenigd Koninkrijk Yasmin Harper Scarlett Mew Jensen      | 296,58      | Italië Elena Bertocchi Chiara Pellacani           | 285,99      |
| 10 m toren  | China Chen Yuxi Quan Hongchan | 369,84      | Verenigd Koninkrijk Andrea Spendolini-Sirieix Lois Toulson | 311,76      | Verenigde Staten Jessica Parratto Delaney Schnell | 294,42      |

### Gemengd
| Onderdeel       | Goud                                                 | Goud   | Zilver                                                             | Zilver | Brons                                                                  | Brons  |
| --------------- | ---------------------------------------------------- | ------ | ------------------------------------------------------------------ | ------ | ---------------------------------------------------------------------- | ------ |
| 3 m plank       | China Zhu Zifeng Lin Shan                            | 326,10 | Australië Domonic Bedggood Maddison Keeney                         | 307,38 | Italië Matteo Santoro Chiara Pellacani                                 | 294,12 |
| 10 m toren      | China Wang Feilong Zhang Jiaqi                       | 339,54 | Mexico Diego Balleza Viviana del Ángel                             | 313,44 | Japan Hiroki Ito Minami Itahashi                                       | 305,34 |
| Landenwedstrijd | China Bai Yuming Zheng Jiuyuan Si Yajie Zhang Minjie | 489,65 | Mexico Gabriela Agúndez Jahir Ocampo Randal Willars Aranza Vázquez | 455,35 | Duitsland Christina Wassen Moritz Wesemann Lena Hentschel Timo Barthel | 432,15 |

### Medaillespiegel
| Plaats | Land                | Goud | Zilver | Brons | Totaal |
| 1      | China               | 12   | 4      | 3     | 19     |
| 2      | Australië           | 1    | 1      | 0     | 2      |
| 3      | Mexico              | 0    | 4      | 2     | 6      |
| 4      | Verenigd Koninkrijk | 0    | 3      | 0     | 3      |
| 5      | Oekraïne            | 0    | 1      | 0     | 1      |
| 6      | Canada              | 0    | 0      | 2     | 2      |
| 6      | Italië              | 0    | 0      | 2     | 2      |
| 8      | Duitsland           | 0    | 0      | 1     | 1      |
| 8      | Frankrijk           | 0    | 0      | 1     | 1      |
| 8      | Japan               | 0    | 0      | 1     | 1      |
| 8      | Verenigde Staten    | 0    | 0      | 1     | 1      |
| Totaal | Totaal              | 13   | 13     | 13    | 39     |